# باريس سان جيرمان للرياضات الإلكترونية
باريس سان جيرمان للرياضات الإلكترونية (بالفرنسية: Paris Saint-Germain Esports)‏ هي مؤسسة فرنسية للرياضة إلكترونية تأسست عام 2016، يقع مقره في باريس، وهو قسم الرياضات الإلكترونية للنادي الأم باريس سان جيرمان، ومنذ ديسمبر 2020، أصبح للنادي نظام شباب عبر الإنترنت في فرنسا وحول العالم يسمى أكاديمية باريس سان جيرمان للرياضات الإلكترونية.

## وصلات خارجية
الموقع الرسمي